# Bengt Myhrman
Bengt Didric Myhrman född 12 november 1778 i Gåsborn Värmland, död 14 oktober 1827 i Karlskoga socken, var en svensk, amatörkonstnär, notarie och bergmästare.
Han var son till bergsrådet Christopher Myhrman och bror till Gustaf, Eva och Anna Myhrman och gift med Juliana Lorenzdotter Hammarstrand född i Ulricehamn. 
Myhrman var som konstnär autodidakt. Han växte upp i en familj med stort kulturellt intresse och han och hans syskon framträdde som drivna amatörkonstnärer. Han har efterlämnat en gruvkartbok med akvarell från Huså kopparverk i Jämtland målad 1808 som ingår i Jernkontorets samlingar.
Han var verksam som geschworner i Jämtland 1806—12 och fick 20 september 1808 bergmästares titel för sina insatser under det norska anfallet mot Jämtland 1808, han var disponent vid Rämmens bruk 1811—1824 där han anlade det senare nedlagda manufakturverket Didriksfors. Han var bergmästare på Björkborn i Karlskoga från 1826 till 1827. Delar av hans brevsamling finns bevarad på Lunds universitetsbiblioteket.